# حاجی‌تورالی
حاجی‌تورالی (به لاتین: Hacıturalı) یک منطقه مسکونی در جمهوری آذربایجان است که در شهرستان آق‌دام واقع شده است. حاجی‌تورالی ۱۸۵۷ نفر جمعیت دارد.